# Angel City
Az Angel City 2002-ben alakult dance zenei együttes. Első sikereiket a Do You Know című dallal érték el, ami Robert Miles Children című dalának feldolgozása. Majd ezt követte a Touch me és a Sunrise, amelyek mindegyike hatalmas sikereket ért el a slágerlistákon. 4-dik és egyben utolsó sikeres daluk a Love me right volt, ezután Lara szólókarrierbe kezdett, így az együttes sem hallatott magáról egészen 2007-ig, amikor Lara visszatért az Angel City-be és kiadták a 24/7 dalt. Három év szünet után 2010-ben adták ki a How Do You Sleep című dalt, amely promóciós célból debütált a Dance Nation YouTube oldalán.

## Diszkográfia

### Stúdióalbumok
- Love Me Right (2005) #44 UK[1]

### Kislemezek
| 2004 | "Love Me Right (Oh Sheila)" | 27 | 62 | 11 | 1  | 93 | 1  | Love Me Right |  |  |  |  |  |  |
| 2004 | "Touch Me (All Night Long)" | —  | 44 | 2  | 18 | —  | —  | Love Me Right |  |  |  |  |  |  |
| 2004 | "Do You Know (I Go Crazy)"  | 36 | 54 | 8  | 1  | —  | 47 | Love Me Right |  |  |  |  |  |  |
| 2005 | "Sunrise"                   | —  | —  | —  | 9  | 1  | —  | Love Me Right |  |  |  |  |  |  |
|      |                             |    |    |    |    |    |    |               |  |  |  |  |  |  |